# Ouégoa
Ouégoa is een gemeente in Nieuw-Caledonië en telt 2.360 inwoners (2014). De oppervlakte bedraagt 656,8 km², de bevolkingsdichtheid is 3,6 inwoners per km².